# Arnas (Sernancelhe)
Arnas ist eine Gemeinde (Freguesia) im portugiesischen Kreis Sernancelhe. In ihr leben 187 Einwohner (Stand 19. April 2021).